# Мусиевка (Житомирский район)
Мусиевка (укр. Мусіївка) — село на Украине, основано в 1937 году, находится в Житомирском районе Житомирской области.
Код КОАТУУ — 1822080903. Население по переписи 2001 года составляет 16 человек. Почтовый индекс — 12414. Телефонный код — 412. Занимает площадь 0,14 км².

## Адрес местного совета
12414, Житомирская область, Житомирский р-н, с.Василевка, ул.Центральная, 4